# Hugo Dessioux
Pour les articles homonymes, voir Dessioux.
 (juin 2020).
Si vous disposez d'ouvrages ou d'articles de référence ou si vous connaissez des sites web de qualité traitant du thème abordé ici, merci de compléter l'article en donnant les références utiles à sa vérifiabilité et en les liant à la section « Notes et références ».
Hugo Dessioux, dit Hugo Tout Seul, né le 24 décembre 1987 à Paris, est un humoriste, vidéaste et acteur français. Il est principalement connu pour ses vidéos publiées sur Internet, qu'il diffuse via YouTube et/ou Dailymotion mais également sur son site, sa page Facebook et son compte Twitter. Il s'inscrit dans la lignée d'une nouvelle génération d'humoristes tels que Norman Thavaud, Cyprien Iov, Mister V ou encore Jérôme Niel, ayant acquis leur notoriété via des sites de partage vidéo et réseaux sociaux. En mai 2022, il totalise plus de 2,21 millions d'abonnés et plus de 179 millions de vues sur son compte YouTube principal.
Il apparait également sur le petit écran aux côtés de Norman dans certains des épisodes de Very Bad Blagues diffusés sur Direct 8 aux côtés de Grégoire Ludig et David Marsais, par exemple dans Les Résultats du bac. Hugo Dessioux fait également partie du Woop et fait des vidéos avec Norman Thavaud.

## Biographie

### Enfance
Né le 24 décembre 1987, Hugo Dessioux fait ses études au lycée Saint-Sulpice dans le 6e arrondissement de Paris, en section littéraire. C'est là qu'il rencontre Norman Thavaud, lors d'une soirée de leur année de seconde. Interrogé sur son parcours post-bac, il répond qu'il ne savait pas particulièrement quoi faire et qu'il s'est lancé dans des études d'histoire pendant deux mois. Il ajoute qu'il s'est ensuite lancé dans la réalisation de courts métrages avec des amis étudiants en cinéma pendant un an et demi, en France et en Belgique. Pendant que Norman fait des études de cinéma, Hugo étudie les lettres modernes à la Sorbonne-Nouvelle. Il commence à tourner ses vidéos pendant cette époque.

### Les débuts sur internet
Il forme Le Velcrou avec Norman Thavaud en mars 2008 ; ils postent régulièrement des vidéos humoristiques sur Dailymotion. Des dires de l'un des créateurs, l'association est ainsi nommée car « on portait des chaussures à velcro et le crew, c'est pour la communauté ». Quatre mois après, Marc Jarousseau (alias Kemar), rejoint le Velcrou.
Il rencontre, grâce au Velcrou, Cyprien Iov, un autre video-blogger, qui apparaît par la suite dans quelques-unes de leur vidéos. En décembre, Cyprien crée et scénarise Super Mega Noël, un court métrage humoristique sur le thème de Noël. Il y invite d'autres vidéastes dont Norman Thavaud.
En 2009, ses vidéos avec Le Velcrou commencent à lui rapporter de l'argent. Il est embauché, avec Norman Thavaud pour jouer dans une mini web-série produite par Digital Games : « Nouvelle série Geek » qui leur permet d'être rémunérés grâce à leurs vidéos. Cependant, comme le succès n'est pas particulièrement au rendez-vous, le groupe se sépare en octobre 2010. Cette période marque également le début de leurs carrières solo.

### Carrière et notoriété
Le 25 février 2011 apparait Le Docteur du zizi, première vidéo de la carrière solo de Hugo Dessioux. À travers ses vidéos, il aborde des sujets du quotidien.
Le 11 juillet 2011 il est décrit par le journaliste de Liberation Éric Loret, tout comme Norman Thavaud et Cyprien Iov qui se sont lancés dans le même format comme « des jeunes artistes hyperbons en business et en com, maîtrisant toutes les stratégies avec la plus grande innocence ».
Il fait partie de l'équipe de 10 minutes à perdre, avec qui il apparaît pour la première fois dans sa vidéo Mon déménagement, avec Jérôme Niel en invité. Cette association est maintenant composée de Grandpamini, Baptiste et Hugo, ce dernier refusant de les rejoindre pour remplacer Omar et Fred au Grand Journal de Canal+.
Il est aussi possible de le voir sur le petit écran dans plusieurs épisodes de Very Bad Blagues du Palmashow sur Direct 8.
Dès 2013, il commence à poster moins de vidéos, mais continue toujours ses activités en dehors de YouTube[réf. souhaitée].
Il poste également, sur son site officiel et sa chaîne YouTube, une playlist toutes les unes à deux semaines, comportant majoritairement du rap français et américain, avec les musiques du moment qu'il écoute.
En 2014, il fonde, avec six autres jeunes humoristes dont Mister V, le Woop, un collectif d'humoristes postant leurs vidéos sur YouTube et se produisant aussi sur scène.
Hugo est par ailleurs coactionnaire de Talent Web SAS, la régie publicitaire de Mixicom, une société rachetée par Webedia en septembre 2015, procédure à l'issue de laquelle il aurait touché 221 239 euros.

## Filmographie

### Cinéma
- 2013 : Fonzy de Isabelle Doval : Marcus
- 2014 : Avis de mistral de Roselyne Bosch : Adrien

### Web-séries
- 2008 : Le Velcrou
- 2009 : Nouvelle série geek avec Le Velcrou
- 2010 : Hugo Tout Seul
- 2011 : HugoToutSeulEnVrai
- 2012 : Gère ton permis avec Hugo
- 2014 : Le Woop

### Télévision
- 2011 : Very Bad Blagues du Palmashow (réalisé par Jonathan Barré)
- 2011 : Journaliste pour Menu W9

## Spectacles
- 2012 : Le Zapping Amazing, au Grand Rex ;
- 2013 : Le Zapping Amazing 2, dans toute la France.

## Musique
- 2009 : Cinq étoiles (avec Monsieur Dream) et Le Velcrou
- 2010 : 2012 Fin Du Monde (avec Monsieur Dream) et Le Velcrou
- 2010 : Lendemains difficiles (avec Monsieur Dream et PV Nova)
- 2012 : No Fake ! HTS aime ta maman